# Marmaduke Bowes
Pour les articles homonymes, voir Bowes.
Marmaduke Bowes, né à Appleton Wiske et mort exécuté à York le 26 november 1585 est un laïc martyr catholique anglais arrêté et exécuté sous le règne d'Élizabeth Ire.

## Biographie
Marmaduke Bowes était un riche propriétaire terrien anglais officiellement devenu anglican pour ne pas perdre sa fortune mais vivant secrètement en famille sa foi catholique sous le règne d'Élisabeth Ire d'Angleterre, période de persécution anti-catholique sévère. Avec son épouse il est arrêté et jugé pour avoir hébergé chez eux Hugh Taylor (martyr) un prêtre catholique. Le simple fait d'avoir ainsi offert l'hébergement à un prêtre faisait alors d'eux des criminels. Il est finalement pendu.

## Vénération
Déclaré bienheureux par Jean-Paul II en 1987 Marmaduke Bowes fait partie des quatre-vingt-cinq Quatre-vingt-cinq martyrs d'Angleterre et de Galles béatifiés par ce dernier. Il est vénéré par l'Église catholique le 26 novembre.